# Iaba, Banitu e Atalia

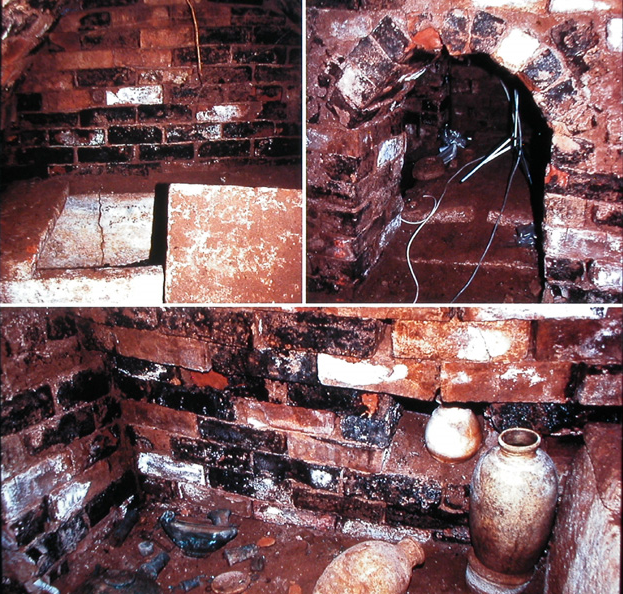
Fotografias da Tumba II, de onde foram recuperados os objetos e restos mortais das rainhas: o sarcófago (superior direito), uma abertura/entrada (superior esquerdo) e a parede norte, com cerâmica (inferior)

Iaba, Banitu e Atalia foram rainhas do Império Neoassírio como as principais consortes dos sucessivos reis Tiglate-Pileser III (r. 745–727 a.C.), Salmanaser V (r. 727–722 a.C.) e Sargão II (r. 722–705 a.C.), respectivamente. Quase nada se sabe da vida das três rainhas; elas não eram conhecidas pelo nome pelos historiadores modernos antes da descoberta em 1989 de um sarcófago de pedra entre os túmulos das rainhas em Ninrude que continha objetos inscritos com os nomes de todas as três mulheres. O sarcófago de pedra, conhecido originalmente por ter sido o túmulo de Iaba, já que seu nome está na inscrição funerária próxima, apresenta um problema de identificação, pois contém objetos com os nomes de três rainhas, mas dois esqueletos. A interpretação convencional é que os esqueletos são os de Iaba (já que originalmente era sua tumba) e Atalia (já que seus objetos devem ser os últimos na tumba), mas várias hipóteses alternativas também foram feitas, como a ideia de que Iaba e Banitu podem ser a mesma pessoa. Iaba e Banitu sendo a mesma pessoa, no entanto, não é apoiado por evidências históricas ou cronológicas.
Os nomes das rainhas despertaram algum interesse, pois dos três nomes, apenas Banitu parece ser um nome acádio (a língua da antiga Assíria). Várias origens etimológicas foram propostas para os outros nomes; Iaba tem sido identificada como um nome levantino, aramaico, árabe ou hebraico, e Atalia também tem sido identificada como hebraico ou árabe. Como a inscrição funerária de Iaba inclui uma maldição contra qualquer um que perturbe seu túmulo, é possível que ela e Atalia fossem parentes (como tal, talvez contornando a maldição).
Os ossos descobertos nas tumbas de Ninrude têm sido objeto de pesquisas paleopatológicas desde a década de 1990, o que permitiu obter algumas informações sobre a vida e a saúde das antigas rainhas. Iaba sofria de vários problemas de saúde, incluindo sinusite crônica e talvez meningite neoplásica. De todas as rainhas encontradas nas tumbas em Ninrude, Atalia era de longe a que tinha mais problemas de saúde. Os ossos de Atalia sugerem que a rainha sofria de artrite leve e nos estágios iniciais da doença de Scheuermann. Sua condição mais dolorosa eram inflamações no crânio, uma aflição recorrente e incurável que causava imensa dor de cabeça.

## Nomes e antecedentes
Os três nomes das rainhas são incomumente curtos e modestos em comparação com os nomes de algumas das outras rainhas assírias conhecidas, como Samuramate e Libali-Sarrate. O nome de Iaba está inscrito em cuneiforme como fia-ba-a, transliterado como Iabâ ou Yabâ. O nome, claramente não de origem acádia, pode ser de origem semítica ocidental, talvez levantina ou aramaica, ou de origem árabe, com possíveis raízes incluindo yph ("bonito"), nby ("nomear") e yhb ("dar").
O nome de Banitu está inscrito em cuneiforme como fba-ni-ti, transliterado como Banītu, Banîtu, Banêti, Banīti ou Banitu. Assim como Iaba, Banitu também pode significar "bonito" (banītu em acádio), mas também pode ser derivado do acádio bānītu, que significa "(divina) Criadora". Simo Parpola acredita que o nome Banitu seja de origem babilônica e, como consequência, especula que a rainha Banitu pode ter sido uma princesa babilônica, trazida para a Assíria como refém após a conquista da Babilônia por Tiglate-Pileser em 729 a.C.
O nome de Atalia está inscrito em cuneiforme como fa-ta-li-a ou fa-tal-ia-a, dependendo da inscrição, transliterado como Atalia, Ataliā, Ataliya ou Ataliyā. O nome claramente não é de origem acádia. Em 1998, Stephanie Dalley propôs que tanto Iaba quanto Atalia eram na verdade nomes de origem hebraica e especulou que ambas eram princesas do Reino de Judá, da mesma família real. Dalley baseou seu argumento no nome Atalia sendo semelhante, e talvez etimologicamente idêntico, ao nome Atália (nascido por uma rainha da Judeia que governou cerca de um século antes), que o final do nome (i-a ou ia-a) poderia representar um elemento teofórico derivado de Yahweh, e que Atalia e Iaba poderiam estar relacionadas. Dalley também argumentou que o casamento entre as famílias reais da Assíria e da Judeia poderia ajudar a explicar por que o sucessor de Sargão II, Senaqueribe (r. 705–681 a.C.), que guerreou contra Ezequias de Judá, em suas inscrições referem-se a Ezequias como "forte e poderoso", epítetos altamente incomuns para os assírios concederem a um inimigo.
Os argumentos de Dalley encontraram apoio e oposição e a ideia de que os nomes eram hebraicos também foi encaminhada de forma independente por Simo Parpola. Em 2002, K. Lawson Younger apontou que estava longe de ser certo que i-a ou ia-a realmente correspondesse a Yahweh, uma vez que existem poucos análogos em outros nomes e inscrições neoassírias. A identificação de Atalia como um nome hebraico também foi questionada por Nicholas Postgate em 2008, e naquele ano Ran Zadok alternativamente sugeriu que Atalia era um nome árabe.

## Conteúdo do Túmulo II
O túmulo contendo os restos mortais das rainhas foi descoberto durante as escavações no Palácio Noroeste de Assurnasirpal II (r. 883–859 a.C.) em Ninrude no final dos anos 1980, pelo Departamento de Antiguidades do Iraque. Ao escavar partes dos bairros residenciais do Palácio Noroeste em 1988, notou-se um desnível do piso e logo, a câmara de túmulos abaixo foi descoberta. Os túmulos foram escavados e examinados 1988-1990. O Túmulo II, que contém os achados relevantes para Iaba, Banitu e Atalia, foi descoberto e escavado em 1989. Embora os túmulos tenham sido imediatamente reconhecidos como extraordinários por causa dos grandes tesouros contidos neles, sua descoberta logo foi ofuscada pela Guerra do Golfo (1991), o que fez com que o estudo científico dos túmulos a partir de então fosse um processo lento. Das mais de duas dúzias de indivíduos encontrados nos túmulos, muitos permanecem não identificados dado que as inscrições não fornecem a identificação de todos os corpos e túmulos. Os muitos indivíduos foram espalhados em quatro câmaras diferentes, enterrados em três caixões de bronze, dois caixões de barro e três sarcófagos de pedra. Os achados relevantes para Iaba, Banitu e Atalia foram descobertos dentro e ao redor do sarcófago de pedra na câmara designada Túmulo II.
Iaba, Banitu e Atalia não eram conhecidas pelo nome antes da descoberta do túmulo. A descoberta dos túmulos, que continham outros restos mortais e nomes, quase dobrou o número de rainhas neoassírias conhecidas pelo nome. Em uma tabuinha de alabastro que registra uma inscrição funerária, encontrada na alcova da antecâmara da tumba, está registrado o nome de Iaba e ela é descrita como a rainha, embora o nome de seu marido não seja mencionado. O nome de Iaba também aparece em duas taças de ouro encontradas no sarcófago, onde ela é explicitamente chamada de "rainha de Tiglate-Pileser". Além dessas tigelas, cinco outros objetos inscritos também foram encontrados no sarcófago. Três (uma jarra de cristal de rocha, um espelho de bronze e outra tigela de ouro) estão inscritos com "Atalia, rainha de Sargão" e dois (um recipiente de cosméticos de bronze e uma quarta tigela de ouro) estão inscritos com "Banitu, rainha de Salmaneser". Há também inúmeros objetos no túmulo que não são incrustados com nenhum nome, incluindo pulseiras, taças e duas coroas de ouro. No total, o Túmulo II continha 26 kg (57 libras) de objetos de ouro. Vários deles são marcados com um símbolo de escorpião, frequentemente usado para mulheres reais, em vez de um nome específico.
O sarcófago continha dois esqueletos femininos, um enterrado em cima do outro. O esqueleto inferior foi designado Corpo II B e o esqueleto superior foi designado Corpo II A. Os esqueletos estavam cobertos com restos queimados de roupas de linho. Por razões de segurança, os ossos e tesouros da tumba foram colocados em sacos plásticos e levados para o Museu de Mosul no mesmo dia em que foram descobertos. Havia vários jarros de alabastro encontrados na tumba, um dos quais incluía material orgânico marrom e decomposto. A análise deste material descartou ser um coração, fígado ou rim, mas pode ser um cérebro desidratado, de origem incerta.

## Identificação
A tumba, claramente originalmente pertencente a Iaba, já que seu nome está na inscrição funerária, apresenta um problema de identificação, pois contém as inscrições de três rainhas, mas contém apenas dois esqueletos. Supõe-se geralmente que os corpos pertencem a duas das três rainhas. Várias explicações para haver apenas dois corpos, mas acompanhados pelos nomes de três rainhas, foram propostas desde a descoberta do tumba. A maioria dos estudiosos assume que os dois corpos pertencem a Iaba, claramente o ocupante original da tumba, e Atalia, o último nome que aparece nos objetos inscritos. Os itens inscritos com o nome de Banitu poderiam então ter sido enterrados com Atalia, que também foi enterrada ao lado de itens de vários outros reis (como os reis babilônicos Kurigalzu II e Marduk-zakir-shumi I). É até possível que Atalia, depois que seu marido depôs Salmanaser, tenha levado os objetos com o nome de Banitu como troféus.
Uma hipótese alternativa popular, proposta pela primeira vez por Stephanie Dalley em 2008, é que Iaba e Banitu eram na verdade a mesma pessoa, com Iaba sendo seu nome em hebraico ou aramaico e Banitu sendo seu nome em acádio. Há exemplos de mulheres reais na Assíria mudando de nome ou usando dois nomes, notadamente a rainha posterior Naquia, que também é conhecida como Zacutu. Dalley também argumentou que, embora os objetos de Banitu pudessem estar na tumba como troféus levados por Atalia, não está claro por que Atalia não apagaria o nome da velha rainha deles e inscreveria seu próprio nome. Como explicado anteriormente, é possível traduzir ambos os nomes para significar "bonito", mas isso está longe de ser a única tradução possível. Salmanaser V, neste cenário não o filho de Iaba, teria assim se casado com a viúva de seu pai para fortalecer ainda mais sua posição como rei.
Há problemas com a ideia de que Iaba e Banitu eram a mesma pessoa, uma questão proeminente é que os dois nomes nunca são usados de forma intercambiável no material sobrevivente. Em 2013, David Kertai se opôs a identificar Iaba e Banitu como a mesma pessoa do ponto de vista cronológico. Investigações microscópicas da preservação dos esqueletos demonstraram que as duas rainhas foram enterradas com pelo menos 20 anos (embora possivelmente até 50 anos) e que ambas morreram com aproximadamente 30-35 anos. Se Iaba e Banitu fossem a mesma pessoa, ela deveria ter morrido durante ou após o reinado de Salmanaser. Atalia, como a rainha de Sargão não pode ter morrido antes de 722 a.C., mas provavelmente estava morta antes de 707/706 a.C., já que a corte real naquele ano foi transferida para a nova cidade Dur Sarruquim e ela não é atestada no reinado de Senaqueribe. Mesmo limitando o intervalo entre os dois enterros a 20 anos, Iaba e Banitu só poderiam ser a mesma pessoa se Atalia morresse muito tarde no reinado de Sargão. Saana Svärd defendeu a hipótese de Dalley em 2015, sugerindo que Atalia foi "deposta" como rainha em algum momento antes do final do reinado de Sargão e realmente morreu no reinado de Senaqueribe, 20 a 50 anos após a morte de Iaba/Banitu, e foi enterrada no mesmo túmulo. Em 2017, Keiko Yamada e Shigeo Yamada questionaram essa hipótese perguntando se era realmente provável que a rainha de Sargão fosse enterrada junto com a rainha de Salmanaser, a quem Sargão havia deposto e apontando que a hipótese de que Iaba e Banitu eram a mesma pessoa foi baseado apenas em uma das várias interpretações possíveis dos significados de seus nomes, uma vez que nenhuma inscrição as designa como a mesma pessoa e os dois nomes não aparecem juntos em nenhum dos objetos.

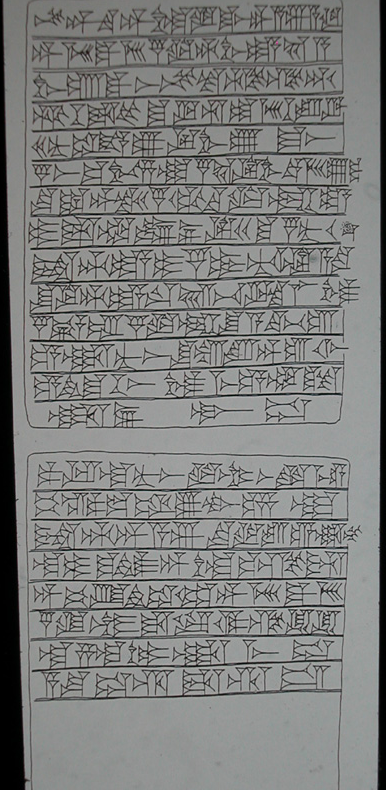
Texto cuneiforme da inscrição funerária de Iaba

A inscrição funerária de Iaba contém uma maldição contra perturbar seu túmulo. Na íntegra, a inscrição diz:
| “ | Pelo nome de Samas, Eresquigal e os Anunáqui, os grandes deuses da terra, o destino mortal ultrapassou Iaba, a rainha, na morte, ela seguiu o caminho de seus ancestrais. Quem, no futuro, seja uma rainha que se senta no trono ou uma dama do palácio que é uma concubina do rei, me remover de minha tumba, ou colocar qualquer outra pessoa comigo, e colocar a mão sobre minhas joias com má intenção ou abre o selo daquela tumba, acima (terra), sob os raios do sol, deixe seu espírito vagar fora com sede, abaixo no submundo, quando libações de água são oferecidas, eles não devem receber com os Anunáqui como um funerário oferecendo qualquer cerveja, vinho ou refeição. Que Ninguiszida e o grande porteiro, Bitu, os grandes deuses do submundo, aflijam seu cadáver e fantasma com inquietação eterna! | ” |

Talvez o fato de outro corpo ter sido enterrado no túmulo de Iaba mais tarde em violação direta da inscrição demonstre que quem foi enterrado estava de alguma forma "imune" a essa maldição. Isso pode ser explicado pela possibilidade de que as duas rainhas do Túmulo II estivessem intimamente relacionadas. Embora tenha sido sugerido no passado, primeiro por Muayyad Said Damerji em 1999, que Iaba e Atalia eram mãe e filha, não teria sido apropriado que Sargão se casasse com sua irmã, e não há outros casos conhecidos de casamentos incestuosos na antiga Assíria. Ainda assim, é possível que elas fossem parentes próximas em algum outro arranjo.

## Paleopatologia
Os ossos descobertos nas tumbas de Ninrude têm sido objeto de pesquisas paleopatológicas desde a década de 1990. Entre os dezessete diferentes indivíduos encontrados, problemas de saúde comuns incluem rigidez nas articulações, doenças na infância, dores de cabeça, alergias e resfriados. Muitos dos indivíduos, embora sua higiene dental fosse boa em relação à média dos antigos assírios, sofriam de problemas dentários. Na antiga Assíria não era possível tratar abscessos periodontais, preencher cáries dentárias ou raspar a placa dental.

### Corpo II B (Iaba)
A parte inferior do corpo, normalmente identificada como Iaba, tendo sido enterrada décadas antes da parte superior não é indicada apenas por ter sido colocado mais abaixo, mas também pelos ossos estarem em um estágio mais avançado de decomposição e que parece ter sido danificado quando a parte superior do corpo foi colocada no sarcófago. Os ossos de Iaba foram descobertos muito mais frágeis do que os de Atalia, talvez devido à abertura posterior da tumba ou devido à exposição ao calor.
Os ossos de Iaba revelam que ela sofreu vários problemas de saúde em sua vida. O interior de seus crânios sugere que ela sofria de vários tumores cerebrais menores, provavelmente resultado de meningite neoplásica. A análise da mandíbula e dos dentes mostrou que Iaba também sofria de uma grave inflamação das gengivas e abscessos dentários que resultou na perda de dois dentes. Embora nenhuma placa dental tenha sido detectada em nenhum dos dentes sobreviventes, ela provavelmente estava presente. Iaba sofria de leve desgaste em algumas de suas articulações; ligeiros sinais de desgaste foram encontrados nas articulações do cotovelo direito e joelho direito, com sinais mais fortes de desgaste encontrados na articulação do quadril esquerdo. A coluna mostra sinais dos estágios iniciais de osteoartrite e outros sinais de desgaste também foram encontrados nas articulações de algumas das vértebras. Iaba também sofria de sinusite crônica.

### Corpo II A (Atalia)
O esqueleto superior no sarcófago, menor que o inferior e normalmente identificado como Atalia, tinha de longe o maior número de problemas de saúde de qualquer um dos dezessete indivíduos enterrados nas tumbas de Ninrude. Como a outra rainha, Atalia parece ter morrido com aproximadamente 30-35 anos, e seu corpo estava após a morte por razões desconhecidas torrado ou defumado por várias horas (a uma temperatura na faixa de 150 a 250 °C; 302 a 482 °F) antes de ser envolto em uma mortalha. Em comparação com as outras rainhas, a saúde dental de Atalia era notavelmente ruim; seu primeiro pré-molar tem uma cárie e ela sofria não só de placa dental, mas também de um abscesso e de inflamação nas gengivas. Os problemas não se limitavam aos dentes; ambos os seios frontais exibem evidências de inflamação e, embora ela tivesse no máximo 35 anos no momento da morte, várias das vértebras de Atalia, bem como as articulações do tornozelo, quadris, ombros e joelhos mostram sinais de artrite leve. As vértebras de Atalia mostram algumas características que podem sugerir que ela estava sofrendo dos estágios iniciais da doença de Scheuermann, que eventualmente produz uma "corcunda". Talvez essa condição tenha sido causada por câncer que enfraquece a estrutura óssea de Atalia, osteoporose ou alguma infecção desconhecida. Como os dentes de Atalia exibem hipoplasia linear do esmalte, é evidente que ela em algum momento de sua infância sofreu de uma doença grave de longo prazo. Em algum momento ela também puxou um músculo da perna e em outro momento, ela quebrou um dos dedos do pé.
A condição talvez mais dolorosa de Atalia foi revelada pelo espessamento dos ossos frontal, parietal e occipital de seu crânio. As superfícies internas desses ossos sugerem que Atalia, devido às suas meninges reagirem ao espessamento, sofria de inflamação no crânio tão grave que os vasos sanguíneos inchados mudaram o interior dos ossos do crânio. Esta condição recorrente e incurável teria causado imensa dor. Vários amuletos de pedra encontrados na Tumba II contêm feitiços destinados a proteger contra dores de cabeça. Embora nenhum nome esteja inscrito neles, eles provavelmente pertenciam a Atalia.

## Destino dos ossos
Por volta de 2002, surgiram rumores de que os ossos das duas rainhas do Túmulo II, e os outros indivíduos reais nos túmulos, seriam homenageados com um funeral de estado e enterrados novamente. Esses planos nunca se concretizaram. Em 2015, os ossos ainda estavam armazenados no Museu de Mosul. Naquele ano, as ruínas do Palácio Noroeste foram destruídas pelo Estado Islâmico e o Museu de Mosul também foi atacado, deixando o destino dos restos reais incerto. O ouro do Túmulo II está armazenado no Museu de Bagdá e ileso.